# Canton de Conches-en-Ouche
Le canton de Conches-en-Ouche est une circonscription électorale française située dans le département de l'Eure et la région Normandie.

## Histoire
Le canton de Conches-en-Ouche a été créé en 1790.
Un nouveau découpage territorial du département de l'Eure entre en vigueur à l'occasion des élections départementales de mars 2015, défini par le décret du 25 février 2014, en application des lois du 17 mai 2013 (loi organique 2013-402 et loi 2013-403). Les conseillers départementaux sont, à compter de ces élections, élus au scrutin majoritaire binominal mixte. Les électeurs de chaque canton élisent au Conseil départemental, nouvelle appellation du Conseil général, deux membres de sexe différent, qui se présentent en binôme de candidats. Les conseillers départementaux sont élus pour 6 ans au scrutin binominal majoritaire à deux tours, l'accès au second tour nécessitant 12,5 % des inscrits au 1er tour. En outre la totalité des conseillers départementaux est renouvelée. Ce nouveau mode de scrutin nécessite un redécoupage des cantons dont le nombre est divisé par deux avec arrondi à l'unité impaire supérieure si ce nombre n'est pas entier impair, assorti de conditions de seuils minimaux. Dans l'Eure, le nombre de cantons passe ainsi de 43 à 23. Le nombre de communes du canton de Conches-en-Ouche passe de 25 à 31.
Le nouveau canton de Conches-en-Ouche est formé de communes des anciens cantons de Évreux-Ouest (3 communes), de Conches-en-Ouche (23 communes), de Évreux-Nord (2 communes), de Beaumont-le-Roger (1 commune) et de Évreux-Sud (1 commune). Avec ce redécoupage administratif, le territoire du canton s'affranchit des limites d'arrondissements, avec 30 communes incluses dans l'arrondissement de Évreux et une dans celui de Bernay. Le bureau centralisateur est situé à Conches-en-Ouche.

## Géographie
Ce canton est organisé autour de Conches-en-Ouche dans les arrondissements de Bernay et d'Évreux. Son altitude varie de 76 m (La Bonneville-sur-Iton) à 192 m (Beaubray) pour une altitude moyenne de 153 m.

## Représentation

### Conseillers d'arrondissement (de 1833 à 1940)
| Période                                  | Période      | Identité                           | Étiquette    | Qualité |
| ---------------------------------------- | ------------ | ---------------------------------- | ------------ | --- |
| 1833                                     | 1842         | Marie Claude Broutin-Dumanoir      |              | Médecin à Conches                                                                                           |
| 1842                                     | 1845         | François Sanson (1795-1871)        |              | Notaire à Conches                                                                                           |
| 1845                                     | 1848         | Alexandre Victor Le Picard         |              | Ancien notaire, Juge de paix à Conches, propriétaire du château de Romilly                                  |
| 1848                                     | 1871         | Emmanuel Dessault (1808-1879)      |              | Propriétaire à Louversey                                                                                    |
| 1871                                     | 1877 (décès) | Alfred Payer (1830-1877)           |              | Notaire, propriétaire à Conches                                                                             |
| 1877                                     | 1883         | M. Poulain                         | Républicain  | |
| 1883                                     | 1889         | Gustave Théodore Le Ménager        | Monarchiste  | Notaire à Conches                                                                                           |
| 1889                                     | 1895         | Paul Letaud                        | Conservateur | Maire de Conches                                                                                            |
| 1895                                     | 1901         | Hilaire-Honoré Déchervois          | Républicain  | Propriétaire, Président de la délégation spéciale de Conches                                                |
| 1901                                     | 1910 (décès) | Armand Célestin Vallée (1847-1910) | Républicain  | Meunier à Conches                                                                                           |
| 1910                                     | 1919         | Paul-Émile Feugère                 | Républicain  | Propriétaire, maire du Fidelaire                                                                            |
| 1919                                     | 1940         | Désiré Jérémie Thouin              | Républicain  | Maire de La Bonneville-sur-Iton                                                                             |
| 1940                                     |              |                                    |              | Les conseils d'arrondissement ont été suspendus par la loi du 12 octobre 1940 et n'ont jamais été réactivés |
| Les données manquantes sont à compléter. |              |                                    |              | |

### Conseillers généraux de 1833 à 2015
| Période | Période | Identité                                | Étiquette                    | Qualité |
| ------- | ------- | --------------------------------------- | ---------------------------- | --- |
| 1833    | 1842    | Eugène Édouard Boyer de Peyreleau,      | Opposition constitutionnelle | Colonel, baron de l'Empire Député de l'Eure (1831 → 1834, 1837 → 1842) Maire de Sainte-Marguerite Officier de la Légion d'honneur Chevalier de l'Ordre de Saint-Louis |
| 1842    | 1852    | Marie Claude Broutin-Dumanoir           |                              | médecin à Conches-en-Ouche, conseiller d'arrondissement |
| 1852    | 1865    | Aimé Marie Gaspard de Clermont-Tonnerre | Légitimiste                  | 5e duc puis marquis de Clermont-Tonnerre Officier, maire de Glisolles Propriétaire du château d'Ancy-le-Franc (Yonne) Grand officier de la Légion d'honneur |
| 1865    | 1889    | Aimé de Clermont-Tonnerre               | Légitimiste                  | 6e duc de Clermont-Tonnerre maire de Glisolles Mort en fonction |
| 1889    | 1894    | Gustave Théodore Le Ménager             | Droite monarchiste           | Notaire à Conches, conseiller d'arrondissement Mort en fonction |
| 1894    | 1919    | Louis Modeste Leroy                     | Républicain                  | Fonctionnaire Député de l'Eure (1893 → 1919) Conseiller municipal de Francheville |
| 1919    | 1939    | Albéric de Mare (1872-1939)             | URD                          | Propriétaire, agriculteur Maire d'Orvaux Mort en fonction |
| 1939    | 1940    | Félix Mallet                            | Rad.                         | Cultivateur Maire de Louversey |
|         |         |                                         |                              | |
| 1943    | 1945    | Pierre Robert                           |                              | Maire de La Croisille Nommé conseiller départemental en 1943 |
|         |         |                                         |                              | |
| 1945    | 1949    | Gaston Leperlier                        | Rad.                         | Huissier près le Tribunal civil d'Évreux Maire de Conches-en-Ouche (1945-1953) Chevalier de la Légion d'honneur |
| 1949    | 1985    | Paul Guilbaud                           | RGR puis Rad. puis MRG       | Médecin Président du Conseil général de l'Eure (1979-1982) Maire de Conches-en-Ouche (1953-1971 et 1977-1984) |
| 1985    | 1992    | Arnaud Périnelle                        | RPR                          | Suppléant de Jean-Louis Debré plus jeune conseiller général de France en 1985 |
| 1992    | 2001    | Alfred Recours                          | PS                           | Enseignant puis inspecteur de l'éducation nationale Maire de Conches-en-Ouche (1984 → 2020) Président de la CC du Pays de Conches (1993 → 2020) Vice-président du conseil général de l’Eure (2012 → 2015) Député de l'Eure (2e circ) (1988 → 1993 et 1997 → 2002) Officier de l’Ordre national du Mérite Démissionnaire |
| 2001    | 2011    | Claude Auffret                          | DVG                          | Instituteur retraité Adjoint au maire de Conches-en-Ouche |
| 2011    | 2015    | Alfred Recours                          | PS                           | Enseignant puis inspecteur de l'éducation nationale Maire de Conches-en-Ouche (1984 → 2020) Président de la CC du Pays de Conches (1993 → 2020) Vice-président du conseil général de l’Eure (2012 → 2015) Député de l'Eure (2e circ) (1988 → 1993 et 1997 → 2002) Officier de l’Ordre national du Mérite                |

### Conseillers départementaux depuis 2015
| Période élective | Période élective | Mandat | Mandat   | Identité                  | Nuance | Nuance | Qualité |
| ---------------- | ---------------- | ------ | -------- | ------------------------- | ------ | ------ | --- |
| 2015             | 2021             | 2015   | 2021     | Laurence Cléret           |        | DVG    | Première adjointe au maire de La Bonneville-sur-Iton                                                          |
| 2015             | 2021             | 2015   | 2021     | Alfred Recours            |        | LREM   | Maire de Conches-en-Ouche (1984-2020) Président de la communauté de communes du Pays de Conches jusqu'en 2020 |
| 2021             | 2028             | 2021   | en cours | Claire Lacampagne-Crochet |        | LREM   | Conseillère en insertion professionnelle, adjointe au maire de Conches-en-Ouche                               |
| 2021             | 2028             | 2021   | en cours | Marcel Sapowicz           |        | LREM   | Ancien cadre, maire LREM de Portes                                                                            |

### Résultats détaillés

#### Élections de mars 2015
À l'issue du 1er tour des élections départementales de 2015, deux binômes sont en ballottage : Laurence Cléret et Alfred Recours (Union de la Gauche, 43,39 %) et Emmanuel Camoin et Nadiejda Steffan (FN, 33,01 %). Le taux de participation est de 52,47 % (8 345 votants sur 15 904 inscrits) contre 50,53 % au niveau départemental et 50,17 % au niveau national.
Au second tour, Laurence Cleret et Alfred Recours (Union de la Gauche) sont élus avec 60,3 % des suffrages exprimés et un taux de participation de 53,94 % (4 787 voix pour 8 580 votants et 15 906 inscrits).
Alfred Recours a quitté le PS en 2017 et a rejoint LREM.

#### Élections de juin 2021
Le premier tour des élections départementales de 2021 est marqué par un très faible taux de participation (33,26 % au niveau national). Dans le canton de Conches-en-Ouche, ce taux de participation est de 34,32 % (5 459 votants sur 15 906 inscrits) contre 33,02 % au niveau départemental. À l'issue de ce premier tour, deux binômes sont en ballottage : Claire Lacampagne-Crochet et Marcel Sapowicz (LREM, 42,05 %) et Bénédicte Bader et Emmanuel Camoin (RN, 30,61 %).
Le second tour des élections est marqué une nouvelle fois par une abstention massive équivalente au premier tour. Les taux de participation sont de 34,3 % au niveau national, 32,76 % dans le département et 35,38 % dans le canton de Conches-en-Ouche. Claire Lacampagne-Crochet et Marcel Sapowicz (LREM) sont élus avec 67,42 % des suffrages exprimés (3 530 voix pour 5 628 votants et 15 908 inscrits),,.

## Composition

### Composition avant 2015
Le canton de Conches-en-Ouche regroupait vingt-cinq communes.
| Nom                          | Code Insee | Codepostal | Superficie (km2) | Population (dernière pop. légale) | Densité (hab./km2) |
| ---------------------------- | ---------- | ---------- | ---------------- | --------------------------------- | ------------------ |
| Conches-en-Ouche (chef-lieu) | 27165      | 27190      | 16,72            | 4 994 (2012)                      | 299                |
| Beaubray                     | 27047      | 27190      | 15,43            | 303 (2012)                        | 20                 |
| La Bonneville-sur-Iton       | 27082      | 27190      | 4,00             | 2 282 (2012)                      | 571                |
| Burey                        | 27120      | 27190      | 5,40             | 379 (2012)                        | 70                 |
| Champ-Dolent                 | 27141      | 27190      | 2,28             | 63 (2012)                         | 28                 |
| Collandres-Quincarnon        | 27162      | 27190      | 7,98             | 209 (2012)                        | 26                 |
| La Croisille                 | 27189      | 27190      | 5,40             | 440 (2012)                        | 81                 |
| Émanville                    | 27217      | 27190      | 10,76            | 584 (2012)                        | 54                 |
| Faverolles-la-Campagne       | 27235      | 27190      | 4,71             | 138 (2012)                        | 29                 |
| Ferrières-Haut-Clocher       | 27238      | 27190      | 11,38            | 1 185 (2012)                      | 104                |
| La Ferrière-sur-Risle        | 27240      | 27760      | 0,24             | 244 (2012)                        | 1 017              |
| Le Fidelaire                 | 27242      | 27190      | 33,55            | 1 000 (2012)                      | 30                 |
| Le Fresne                    | 27268      | 61190      | 9,13             | 315 (2012)                        | 35                 |
| Gaudreville-la-Rivière       | 27281      | 27190      | 6,73             | 233 (2012)                        | 35                 |
| Glisolles                    | 27287      | 27190      | 10,92            | 825 (2012)                        | 76                 |
| Louversey                    | 27374      | 27190      | 10,73            | 571 (2012)                        | 53                 |
| Le Mesnil-Hardray            | 27402      | 27190      | 4,84             | 60 (2012)                         | 12                 |
| Nagel-Séez-Mesnil            | 27424      | 27190      | 11,72            | 329 (2012)                        | 28                 |
| Nogent-le-Sec                | 27436      | 27190      | 10,11            | 400 (2012)                        | 40                 |
| Ormes                        | 27446      | 27190      | 14,10            | 492 (2012)                        | 35                 |
| Orvaux                       | 27447      | 27430      | 6,20             | 517 (2012)                        | 83                 |
| Portes                       | 27472      | 27190      | 9,44             | 270 (2012)                        | 29                 |
| Saint-Élier                  | 27535      | 27190      | 2,32             | 439 (2012)                        | 189                |
| Sainte-Marthe                | 27568      | 27190      | 17,50            | 461 (2012)                        | 26                 |
| Sébécourt                    | 27618      | 27190      | 14,80            | 458 (2012)                        | 31                 |

### Composition à partir de 2015
Le nouveau canton de Conches-en-Ouche comprenait trente et une communes entières à sa création.
À la suite de la fusion, au 1er janvier 2018, du Fresne, du Mesnil-Hardray et d'Orvaux pour former la commune de Le Val-Doré, le nombre de communes descend à 22.
| Nom                                      | Code Insee | Intercommunalité              | Superficie (km2) | Population (dernière pop. légale) | Densité (hab./km2) | Modifier                                    |
| ---------------------------------------- | ---------- | ----------------------------- | ---------------- | --------------------------------- | ------------------ | ------------------------------------------- |
| Conches-en-Ouche (bureau centralisateur) | 27165      | CC du Pays de Conches         | 16,72            | 4 860 (2022)                      | 291                | modifier les données · modifier les données |
| Aulnay-sur-Iton                          | 27023      | CC du Pays de Conches         | 1,53             | 707 (2022)                        | 462                | modifier les données · modifier les données |
| Beaubray                                 | 27047      | CC du Pays de Conches         | 15,43            | 338 (2022)                        | 22                 | modifier les données · modifier les données |
| La Bonneville-sur-Iton                   | 27082      | CC du Pays de Conches         | 4,00             | 2 045 (2022)                      | 511                | modifier les données · modifier les données |
| Burey                                    | 27120      | CC du Pays de Conches         | 5,40             | 402 (2022)                        | 74                 | modifier les données · modifier les données |
| Caugé                                    | 27132      | CA Évreux Portes de Normandie | 11,61            | 817 (2022)                        | 70                 | modifier les données · modifier les données |
| Champ-Dolent                             | 27141      | CC du Pays de Conches         | 2,28             | 63 (2022)                         | 28                 | modifier les données · modifier les données |
| Claville                                 | 27161      | CC du Pays de Conches         | 17,66            | 1 068 (2022)                      | 60                 | modifier les données · modifier les données |
| Collandres-Quincarnon                    | 27162      | CC du Pays de Conches         | 7,98             | 254 (2022)                        | 32                 | modifier les données · modifier les données |
| La Croisille                             | 27189      | CC du Pays de Conches         | 5,40             | 409 (2022)                        | 76                 | modifier les données · modifier les données |
| Faverolles-la-Campagne                   | 27235      | CC du Pays de Conches         | 4,71             | 154 (2022)                        | 33                 | modifier les données · modifier les données |
| La Ferrière-sur-Risle                    | 27240      | CC du Pays de Conches         | 0,24             | 201 (2022)                        | 838                | modifier les données · modifier les données |
| Ferrières-Haut-Clocher                   | 27238      | CC du Pays de Conches         | 11,38            | 1 119 (2022)                      | 98                 | modifier les données · modifier les données |
| Le Fidelaire                             | 27242      | CC du Pays de Conches         | 33,55            | 1 016 (2022)                      | 30                 | modifier les données · modifier les données |
| Gaudreville-la-Rivière                   | 27281      | CC du Pays de Conches         | 6,73             | 228 (2022)                        | 34                 | modifier les données · modifier les données |
| Gauville-la-Campagne                     | 27282      | CA Évreux Portes de Normandie | 6,15             | 647 (2022)                        | 105                | modifier les données · modifier les données |
| Glisolles                                | 27287      | CC du Pays de Conches         | 10,92            | 851 (2022)                        | 78                 | modifier les données · modifier les données |
| Louversey                                | 27374      | CC du Pays de Conches         | 10,73            | 506 (2022)                        | 47                 | modifier les données · modifier les données |
| Nagel-Séez-Mesnil                        | 27424      | CC du Pays de Conches         | 11,72            | 334 (2022)                        | 28                 | modifier les données · modifier les données |
| Nogent-le-Sec                            | 27436      | CC du Pays de Conches         | 10,11            | 429 (2022)                        | 42                 | modifier les données · modifier les données |
| Ormes                                    | 27446      | CC du Pays de Conches         | 14,10            | 460 (2022)                        | 33                 | modifier les données · modifier les données |
| Parville                                 | 27451      | CA Évreux Portes de Normandie | 4,54             | 288 (2022)                        | 63                 | modifier les données · modifier les données |
| Portes                                   | 27472      | CC du Pays de Conches         | 9,44             | 260 (2022)                        | 28                 | modifier les données · modifier les données |
| Saint-Élier                              | 27535      | CC du Pays de Conches         | 2,32             | 404 (2022)                        | 174                | modifier les données · modifier les données |
| Sainte-Marthe                            | 27568      | CC du Pays de Conches         | 17,50            | 491 (2022)                        | 28                 | modifier les données · modifier les données |
| Sébécourt                                | 27618      | CC du Pays de Conches         | 14,80            | 462 (2022)                        | 31                 | modifier les données · modifier les données |
| Tilleul-Dame-Agnès                       | 27640      | CC du Pays de Conches         | 5,12             | 197 (2022)                        | 38                 | modifier les données · modifier les données |
| Le Val-Doré                              | 27447      | CC du Pays de Conches         | 20,17            | 883 (2022)                        | 44                 | modifier les données · modifier les données |
| Les Ventes                               | 27678      | CA Évreux Portes de Normandie | 20,65            | 1 047 (2022)                      | 51                 | modifier les données · modifier les données |
| Canton de Conches-en-Ouche               | 2708       |                               | 302,89           | 20 940 (2022)                     | 69                 | modifier les données                        |

## Démographie

### Démographie avant 2015
| 1962  | 1968  | 1975   | 1982   | 1990   | 1999   | 2006   | 2011   | 2012   |
| ----- | ----- | ------ | ------ | ------ | ------ | ------ | ------ | ------ |
| 9 420 | 9 521 | 10 201 | 11 559 | 13 708 | 14 714 | 16 555 | 17 105 | 17 191 |

### Démographie depuis 2015
En 2022, le canton comptait 20 940 habitants, en évolution de −2,63 % par rapport à 2016 (Eure : −0,25 %, France hors Mayotte : +2,11 %).
| 2013   | 2018   | 2022   |
| ------ | ------ | ------ |
| 21 423 | 21 384 | 20 940 |